# دنيس ودسايد
دنيس ودسايد (بالإنجليزية: Dennis Woodside)‏ هو عالم حاسوب أمريكي، ولد في 1969.